# Fullmetal Alchemist: Conqueror of Shamballa
Fullmetal Alchemist: Conqueror of Shamballa (яп. 劇場版 鋼の錬金術師 シャンバラを征く者 Гэкидзёбан Хаганэ-но Рэнкиндзюцуси Сянбара-о Юку Моно, «Стальной алхимик: Покоритель Шамбалы») — японский полнометражный анимационный фильм 2005 года, являющийся продолжением аниме-сериала «Стальной алхимик».
Автор оригинального сюжета — Хирому Аракава. Мангу адаптировала студия «Bones», которая сняла 51-серийный аниме-сериал, демонстрировавшийся в Японии с 4 октября 2003 по 2 октября 2004 года. Фильм-продолжение, «Fullmetal Alchemist: Conqueror of Shamballa» (Стальной Алхимик: Завоеватель Шамбалы), созданный той же студией, шёл в кинотеатрах Японии с 23 июля 2005 года.
Действие FMA происходит в мире, где алхимия широко распространена, как точная наука. Кроме прогресса в алхимии, мир FMA также опережает наш в технике относительно начала двадцатого века, за исключением воздушных аппаратов и другой тяжёлой техники.

## Сюжет
Фильм начинается с показа события произошедшего до того как братья Элрики покончили с хозяйкой гомункулов Данте. Эдвард и Альфонс посещают несостоявшегося алхимика, который увлёкшись физикой, стал изучать уран и смог сделать ядерную бомбу. Братья отказались доставить бомбу в Централ, столицу Аместриса, считая, что людям не нужно столь чудовищное оружие. Последовал бой, в результате которого замок изобретателя ядерного оружия был разрушен. Безумный изобретатель решает использовать трансмутацию человека и оживить своих рабочих, погибших от урановой руды и покончить с Элриками, но сталкивается с великим запретом алхимии, и его поглощают врата Истины.
Прошло два года после того, как старший из братьев Элриков оказался в параллельном мире. В отличие от его родного мира здесь алхимия считается устаревшей, а вместо неё развиваются естественные науки, в первую очередь физика. Лишённый прежних алхимических возможностей и вынужденный пользоваться механическими протезами, изготовленными его отцом, Хоэнхаймом, Эд не утратил надежды когда-нибудь вновь увидеть своего младшего брата. Он подружился с молодым изобретателем Альфонсом Хайдерихом, похожим на Ала. Вместе они живут в послевоенном Мюнхене и занимаются исследованиями ракетной техники. 10 октября 1923 года изменило дальнейшую жизнь Эдварда. Во время ярмарки, где он должен был участвовать в показательном запуске ракеты, Эд случайно спасает цыганку Ноа, способную видеть судьбу и читать мысли людей. Соплеменники продали её, но девушка, испуганная мыслями купившего её человека, сбегает. Эдвард помогает ей и приводит домой к Хайдериху. На следующий день Эд видит на улице Кинга Брэдли и отправляется за ним. Выясняется, что увиденный им человек не гомункул, а немецкий кинорежиссёр еврейского происхождения Фриц Ланг. На Земле Элрик то и дело встречает людей, очень похожих на тех, кого он знал в Аместрисе. Новый знакомый убеждает Эдварда помочь ему выследить дракона, который нужен режиссёру для нового фильма. Дракон, которым оказывается, гомункул Зависть, атакует Эдварда, но затем оказывается захвачен членами Общества Туле, руководители которого, Карл Хаусхофер и Дитлинде Эккарт, узнав от Хоэнхайма о существовании другого мира, решили, что он и есть мифическая страна Шамбала. Используя Зависть и похищенного Хоэнхайма они пытаются открыть портал в мир Эдварда.
Тем временем, в мире Аместриса тоже прошло два года. Рой Мустанг, потерявший глаз в бою с полковником Арчером, стал офицером полиции и живёт в глуши в полном одиночестве. Алхимией он больше не пользуется, помня о том, сколько людей погибло по его вине. Учитель братьев Элриков, Изуми Кёртис, умерла, сказав за два месяца до своей смерти, что ей больше нечему учить Альфонса Элрика. Ал, ставший со временем очень похожим на брата, странствует по свету, по-прежнему веря, что найдёт Эда.
Майор Алекс Луис Армстронг приезжает в город Лиор, обещая жителям, что сделает из него «жемчужину Востока». Обществу Туле удаётся открыть Врата. Бронированные солдаты, пройдя через них, погибают и оказываются в Лиоре в виде зомбиподобных существ. Альфонс Элрик сливает часть своей души с некоторыми доспехами прибывших солдат и заставляет их вступить в бой с агрессорами. Одновременно в Централе происходит сильнейшее землетрясение. Нападение отбито, но портал вновь заработал, втягивая обратно на Землю мёртвых солдат в доспехах. Ал хочет отправиться за ними, но его останавливает Роза Томас.
В Германии неспокойно, многие недовольны Версальским миром, недавней оккупацией Рура и начавшимся кризисом, всё больше немцев хотят возрождения прежней, сильной и богатой Германии. Среди недовольных и Общество Туле, на которое теперь работает Альфонс Хайдерих. Эд узнаёт, что профессор Хаусхофер состоит в Обществе Туле. Он проникает на виллу профессора и случайно вновь открывает Врата, возвращая мёртвых солдат на Землю. Эдвард натыкается на доспехи, в которые его брат поместил часть своей души. Эккарт жалеет, что Эд не будет с ними сотрудничать, но командир боевиков Туле Рудольф Гесс предлагает использовать цыганку Ноа. Воссоединение братьев оказалось кратким, так как душе Альфонса приходится возвращаться в своё тело, но он успевает рассказать о себе и их родном мире. Ланг приглашает Эдварда в Берлин, где рассказывает о Хаусхофере и его идеях, а также о том, что Общество Туле сотрудничает с нацистами. По словам Ланга, нацисты готовят в ноябре путч, для чего им нужно оружие из другого мира. Он показывает Эдварду фотографию ядерной бомбы, тот узнаёт то самое оружие, которое видел у безумного учёного в своём родном мире. Эд обещает, что не позволит больше открывать Врата. Между тем, в Мюнхене, Общество Туле убеждает Ноа помочь узнать, как правильно открыть Врата, для чего она, пока Эдвард спит, читает его воспоминания.
Ал и гомункул Гнев приходят в подземный город под Централом. Ланг спасает Эдварда от нацистов и вдвоём они отправляются на виллу Хаусхофера. Общество Туле торопится вновь открыть Врата, им надо успеть к 8 ноября, чтобы помочь нацистам свергнуть правительство и доказать Гитлеру свою нужность. Тем временем, Уинри Рокбелл и Ческа в поисках Ала спускаются в подземный город. Ал в свою очередь пытается открыть Врата, когда на Гнева нападает гомункул Обжорство. Эд проникает в тайную лабораторию Туле, где должны открыться Врата. Гнев, схваченный Обжорстовм, требует от Ала преобразовать их обоих для того чтобы открыть Врата. Одновременно Хоэнхайм жертвует жизнью, чтобы преобразовать Зависть и дать Эдварду возможность вернуться домой. Врата открылись.
У врат Гнев встречает Идзуми Кертис и они вместе отправляются в иной мир. По сути Гнев не умер а был перенесен в другой мир где продолжил жить вместе с матерью
Хайдерих тайком от Туле сажает Эда в кабину реактивного самолёта, чтобы тот мог улететь через Врата домой, и запускает его, после чего его убивает Гесс. Воздушный корабль Туле прорывается в другой мир, где Эккарт получает способность использовать алхимию. Эдвард вернулся в родной мир и воссоединился с Алом и Уинри, снабдившую Эда новой автобронёй. Солдаты Туле атакуют Централ. Военные Аместриса не могут сдержать их даже при помощи Армстронга, но в бой вступает Рой Мустанг, взяв командование на себя. С Земли прибывают новые корабли, которые пытается уничтожить Эдвард. Мустанг и братья Элрики вступают в бой с Эккарт. Та объясняет Эдварду, что решила уничтожить его мир, так как алхимия Аместриса сильнее науки Земли. Она приказывает своим бронированным воинам убить Эда, но ещё раньше Ал наделил доспехи солдат частью своей души, взяв их под свой контроль. Нападение отбито, Централ спасён.
Понимание опасности, которую представляет связь между двумя мирами, заставляет Эдварда вернуться, чтобы уничтожить Врата на Земле, при этом Ал по его плану должен запечатать Врата в Аместрисе, хотя после этого Элрик-старший останется на Земле навсегда. Тем временем нацистский мятеж в Мюнхене провалился. Когда Эккарт возвращается на Землю, та оказывается покрыта тенью существ из Врат, и её убивают собственные соратники, приняв за чудовище. Эд не знает, что за ним на Землю последовал младший брат, к которому стала возвращаться память. После похорон Хайдерих братья Элрики вместе с Ноа уезжают, намереваясь найти и уничтожить ядерную бомбу, привезённую на Землю из Аместриса. Эдвард говорит брату, что перестал считать этот мир чужим.

## Новые персонажи
- Альфонс Хайдерих (яп. アルフォンス  Арифонсу Хайдерихи) — молодой немецкий изобретатель, занимающийся ракетной техникой. Подружился с Эдвардом Элриком после того, как тот оказался на Земле, предоставил ему комнату в своём доме в Мюнхене. Внешне очень похож на младшего брата Эдварда, Альфонса Элрика. Обладает спокойным характером и охотно слушает истории Эда о его родном мире, хотя и сомневается, действительно ли они подлинные. Поддерживает намерения Эдварда вернуться домой. Страдает от смертельной болезни лёгких и надеется прославиться прежде, чем умрёт. Далёк от политики, в то же время считает, что Германия прекратила войну, когда могла ещё сражаться, хочет усиления страны, поэтому явные цели Общества Туле не вызывают у него протеста. Не разделяет расистские взгляды нацистов, хорошо относясь к цыганке Ноа. Ценой своей жизни помогает Эдварду вернуться в Аместрис.

Сэйю: Сюн Огури
- Дитлинде Эккарт (яп. デートリンデ  Деторинде Эккаруто) — глава Общества Туле и главный антагонист фильма. Её прототипом является реальный политик и член Общества Туле Дитрих Эккарт. Амбициозная молодая женщина, которая хочет открыть ворота в мир Эдварда, полагая, что это мифическая страна «Шамбала», захватив которую можно будет править всем миром. Эккарт полагает, что сможет использовать знания и оружие Аместриса, чтобы завладеть миром. В отличие от остальных членов Общества Туле лишь на словах поддерживает Гитлера, намереваясь в дальнейшем его свергнуть. Пройдя через Врата, она получает способность использовать алхимию. Однако, оказавшись в другом мире, она решает, что алхимия Аместриса сильнее науки Земли и, опасаясь, что местные алхимики захватят её родной мир, решает уничтожить мир «чудовищ». Когда Эккарт возвращается в свой мир, она оказывается покрыта тенью существ из Врат, и её, приняв за чудовище, застрелил полицейский-нацист, внешне похожий на Маэса Хьюза, персонажа из манги.

Сэйю: Кадзуко Като
- Ноа — молодая цыганка, способная видеть судьбу и читать мысли людей. Внешне очень похожа на Розу Томас, персонажа из манги. Соплеменники продали её людям из Общество Туле, но девушка, испуганная мыслями купившего её человека, сбегает. Бежать ей помогает Эдвард Элрик, затем приведший её в дом Хайдериха. Ноа трудно жить в Германии, где она то и дело подвергается дискриминации и нападкам со стороны многих немцев, считающих всех цыган ворами. В то же время она прочла воспоминания Эдварда о его родном мире и буквально очарована ими, воспринимая Аместрис как идеальный мир, где можно жить, не опасаясь расистов. Поэтому, когда к ней обращаются люди из Общества Туле, она соглашается помочь им открыть портал в другой мир, надеясь, что сможет туда уйти. Для этого она, пока Эдвард спит, читает его воспоминания, в том числе о том как он открывал Врата. В конце фильма отправляется в странствие вместе с братьями Элриками.

Сэйю: Мию Саваи
В фильме, помимо братьев Элриков, фигурируют и другие персонажи из оригинальной манги и аниме. Среди них отец братьев Хоэнхайм, их подруга Уинри Рокбелл, её бабушка Пинако Рокбелл, бывший начальник Элриков Рой Мустанг, его подчинённые Алекс Луис Армстронг, Риза Хоукай, Ватто Фарман, Хайманс Бреда, Жан Хавок и Каин Фьюри, гомункулы Обжорство, Зависть и Гнев, библиотекарь Ческа и девушка Лайла, а также двойники Роа и Дольчетто . Некоторые персонажи имеют прототипов из истории Германии XX века. Помимо Дитлинде Эккарт (прототип Дитрих Эккарт) это также один из руководителей Общества Туле Карл Хаусхофер, командир боевиков общества Рудольф Гесс, кинорежиссёр Фриц Ланг, лидер нацистов Адольф Гитлер.